# Старим тут не місце
«Старим тут не місце» (англ. No Country for Old Men) — фільм 2007 року. На 1 березня 2025 року фільм займав 147-ту позицію у списку 250 кращих фільмів за версією IMDb.

## Сюжет
Фільм починається з показу пустельних заміських пейзажів Західного Техасу в липні 1980 року, тоді як за кадром місцевий шериф Ед Том Белл (Томмі Лі Джонс) розповідає про зміни, що відбуваються: злочинці в регіоні стають дедалі жорстокішими. Як тільки він закінчує розповідь, на одній із доріг Техасу помічник шерифа заарештовує злочинця. Ним виявляється найманий вбивця Антон Чегур (Хав'єр Бардем), який незабаром здійснює втечу з поліцейського відділку, задушивши помічника шерифа за допомогою своїх наручників, відразу після того, як полісмен закінчує розмову телефоном.
У цей час Лювін Мосс, ветеран В'єтнамської війни, а нині зварювальник, полюючи на антилоп недалеко від Ріо-Гранде, виявляє місце кривавої бійні. Серед продірявлених кулями машин і трупів Мосс знаходить фургон із наркотиками та мексиканця, що вмирає та просить води. Залишивши місце бійні, поруч він знаходить портфель із двома мільйонами доларів, після чого виїжджає додому.
Уночі Мосса починає мучити совість, він бере із собою каністру з водою і знов вирушає на місце перестрілки. Водночас туди ж прибувають мексиканські бандити. Починається стрілянина, і Моссові насилу вдається втекти від злодіїв, залишивши при цьому свій автомобіль. Бандити, Чегур і Белл з'ясовують особу і місце проживання Мосса за реєстраційною табличкою залишеного ним автомобіля.
Повернувшись до свого трейлера, Мосс відправляє свою дружину Карлу Джин (Келлі Макдональд) до її матері до Одеси у штаті Техас. Чегур вибиває замок порожнього трейлера, використовуючи пневматичний апарат для оглушення худоби. Нікого там не виявивши, вирушає на зустріч із бандитами. У них він отримує приймач, який приймає сигнал передавача, захованого у валізі з грошами, після чого вбиває обох бандитів.
Передавач приводить Чегура до мотелю міста «Дель Ріо», штат Техас, де зупинився Мосс. Трохи раніше Мосс ховає гроші у вентиляційній трубі, знявши повітрозабірні грати. Мексиканські бандити також виходять на його слід і влаштовують засідку в його номері, поки він відсутній.
Зрозумівши, що на нього чекає засідка, Мосс винаймає іншу кімнату, розташовану поряд із першою. Звідти він через вентиляційну трубу дістає валізу з грошима, тоді як в кімнату з мексиканцями вривається Чегур. Покінчивши з мексиканцями, бачить подряпини, що залишилися у трубі, і розуміє, що гроші були заховані там і що Моссові удалося забрати їх з собою.
Використовуючи пристрій стеження, Чегур знову наздоганяє Мосса в прикордонному готелі. Під час перестрілки обоє дістають серйозні поранення, проте Моссові знову вдається втекти.
Перейшовши пункт прикордонного контролю пішки, Мосс перекидає портфель через огорожу в кущі, щоб потім забрати його знову, а сам прямує в місцевий шпиталь. Незабаром до нього приходить відвідувач, Карсон Веллс (Вуді Гаррельсон), — його, як і Чегура, найняли, щоб повернути гроші. Веллс просить Мосса віддати гроші й обіцяє, що його життя буде врятовано. Мосс відмовляється, і Веллс повертається до себе в готель, де раптом зустрічає Чегура, який наказує йому зайти в номер. Під час нетривалої розмови в номері дзвонить телефон від Мосса. Чегур вбиває Веллса, підіймає трубку і повідомляє Моссові, що він збереже життя його дружині, якщо той віддасть йому гроші, але сам Мосс все одно буде вбитий. Мосс відхиляє цю «пропозицію», плануючи зустріти свою дружину в Ель Пасо, щоб віддати їй гроші.
У цей час стривожена Карла Джин повідомляє шерифові Беллові місце їхньої майбутньої зустрічі з чоловіком. Перед від'їздом з Одеси мати Карли ненавмисно видає місце зустрічі з Моссом мексиканцеві, який виявляється бандитом. За кілька секунд до прибуття Белла мексиканці влаштовують напад на мотель, де зупинився Мосс. У ході перестрілки Мосс гине.
Трохи пізніше Белл повертається до номера, в якому був убитий Мосс, і виявляє, що дверний замок у ньому вибитий. Діставши пістолет, Белл входить всередину і виявляє відгвинчені повітрозабірні грати. У цей час Чегур переховується за дверима. Белл виходить із номера, і Чегур залишається непоміченим.
Декілька днів по тому Белл відвідує дядечка Еліса, колишнього поліціянта, який давно вийшов на пенсію. Белл розповідає Елісові про часи, що змінилися, і про збільшений рівень насильства. Еліс відповідає, що насправді нічого не змінилося — так було завжди. Після цього він додає, що спроба Белла змінити ситуацію говорить лише про його пихатість.
У цей час Карла Джин повертається додому після похорону матері й застає там Чегура, який чекає її приходу. Чегур пояснює мету свого візиту: він обіцяв Моссові вбити його дружину, якщо той не поверне йому гроші. Після цього він пропонує підкинути монету, щоб вирішити долю Карли, яка повинна назвати результат: аверс чи реверс. Карла відмовляється брати участь у грі, повідомивши, що насправді рішення приймає він, а не монета. Після цього Чегур виходить із будинку, а доля Карли залишається невідомою. Проте на ґанку Чегур перевіряє підошви своїх черевиків — найімовірніше, щоб переконатися, що на них не залишилося крові.
Сівши в машину і виїхавши, він потрапляє в аварію на перехресті. Зі зламаною рукою йому все ж таки вдається сховатися до того, як на місце прибуває швидка допомога і поліція.
Фільм закінчується розмовою Белла, який вже вийшов на пенсію, і його дружини. Белл розповідає про те, що йому наснились два сни. У першому він «втрачає гроші», які йому дав батько, що також працював поліціянтом і давно вже помер. У другому сні він із батьком перетинають на конях засніжений гірський перевал. Батько тихо обганяє його, несучи вперед вогонь. Белл знає, що десь попереду батько чекатиме його біля розведеного багаття, оточеного холодною темрявою. «І тут я прокинувся» — закінчує свою розповідь Белл.

## У ролях
| Актор              | Ім'я персонажа  | Опис                                  |
| ------------------ | --------------- | ------------------------------------- |
| Томмі Лі Джонс     | Ед Том Белл     | шериф                                 |
| Джош Бролін        | Лювін Мосс      | втікач з грошима                      |
| Хав'єр Бардем      | Антон Чегур     | вбивця, який вистежує Лювіна          |
| Келлі Макдональд   | Карла Джин Мосс | дружина Лювіна                        |
| Вуді Гаррельсон    | Карсон Веллс    | вбивця, який вистежує Лювіна і Антона |
| Гаррет Діллагант   | Венделл         | помічник шерифа                       |
| Тесс Гарпер        | Лоретта Белл    | дружина Еда Тома                      |
| Джин Джонс         | Н/Д             | власник заправки                      |
| Стівен Рут         | Н/Д             | чоловік, який найняв Веллса           |
| Бет Грант          | Н/Д             | мати Карли Джин                       |
| Калеб Лендрі Джонс | Н/Д             | хлопчик на велосипеді                 |
| Джош Блейлок       | Н/Д             | хлопчик на велосипеді                 |

## Цікаві факти
Назву роману і фільму Коенів дав перший рядок вірша ірландського поета Вільяма Батлера Єйтса «Подорож до Візантій»: «Ні, не для старих цей край…»